# Берсе
Берсе (на нидерландски: Beerse) е селище в Северна Белгия, в окръг Тюрнхаут на провинция Антверпен. Разположено е на 30 km източно от град Антверпен. Населението му е 17 931 души (по приблизителна оценка от януари 2018 г.).
В Беерсе е роден предприемачът Хуго Вутен (р. 1940).